# Tărgovište
Tărgovište (bulharsky Търговище, česky Trhoviště) je oblastní město na severovýchodě Bulharsku. Žije tu 37 642 obyvatel.

## Název
Název Tărgovište je původem slovanský a znamená tržiště, což je odvozeno z praslovanského, potažmo staroslověnského slova trъgъ. Takové pojmenování města nebylo nijak neobvyklé, a tak se můžeme setkat v Srbsku s městem Трговиште a v Rumunsku s městem Târgoviște.

## Galerie

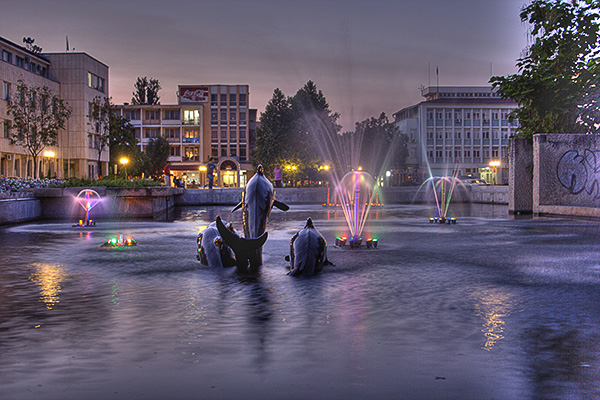
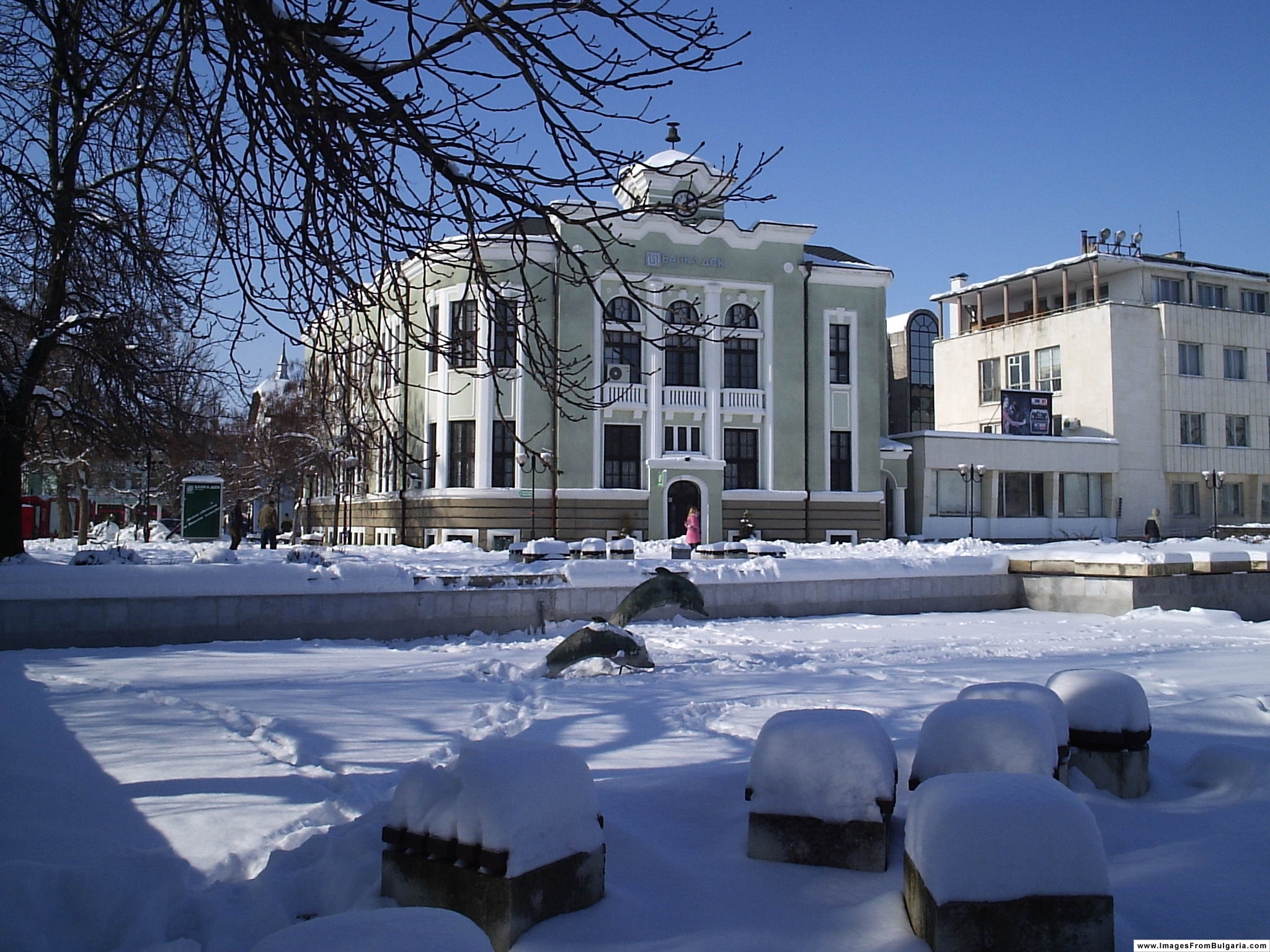
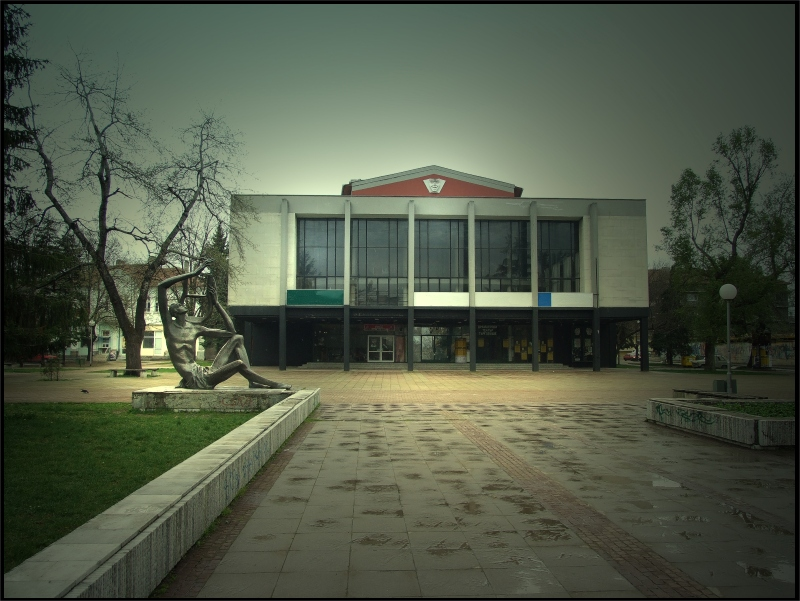
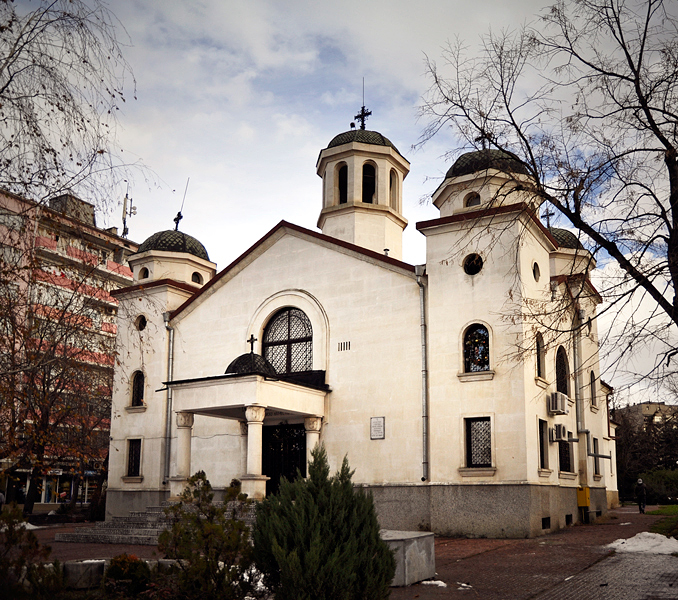

## Pamětihodnosti
- Kostel Nanebevzetí Panny Marie
- Kostel Sv. Ivan Rilský

## Partnerská města
- Chotěbuz, Německo, od roku 1975